# Black Uniforms
Black Uniforms var ett metalpunkband från Malmö.

## Diskografi
- Back from the Grave (demo 1986)

1. Vi fulla (vill knulla)
2. Do you conform?
3. F.O.A.D
4. Never surrender
5. Freddy Krueger

- Horror Holocaust (demo 1987)

1. The smell of death
2. Teenage waste
3. Suck my cock
4. Computer world
5. Sacrifice

- Faces of Death (LP 1989)

1. Sacrifice
2. City of the dead
3. Do u conform?
4. Teenage waste
5. Acid punk
6. Trapped
7. City of the dead 2
8. Uncut
9. Over 'n' out
10. A good cop is...
11. Into the funhouse
12. Computer world

- Straight Edge, My Ass (samlingskassett 1990)

1. Vi fulla (remix)
2. Do u conform?
3. Fuck Off And Die
4. Never surrender
5. Freddy
6. Smell of death
7. Teenage waste
8. Suck my cock
9. Computer world
10. Sacrifice
11. Acid punk (live)
12. A good cop... (live)
13. Cannibal carnage
14. Ticket to g-town
15. Rokk rollz
16. Cb's on the loose

- Splatter Punx On Acid (LP/CD 2002)

1. Vi fulla...
2. Do u conform?
3. F.O.A.D
4. Never surrender
5. Fred k
6. The smell of death
7. Teenage waste
8. Suck my cock
9. Computer world
10. Sacrifice
11. The right to survive
12. Cannibal carnage
13. G-town (ghosttown)
14. Rokk rolls

## Samlingar som BU medverkat på
- Really Fast Vol 5 - Various Artists (LP)